# Franciszka Cegielska

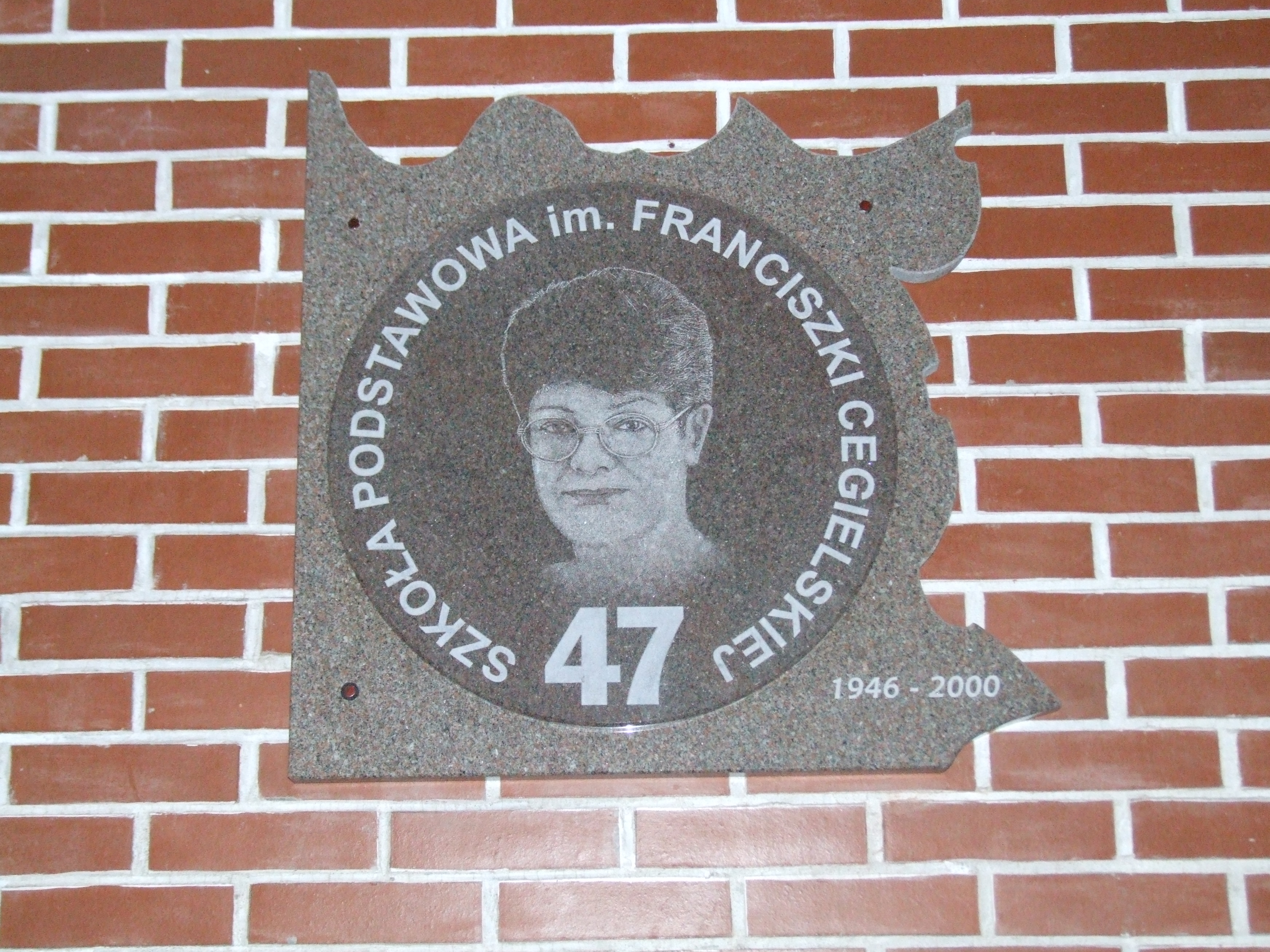
Tablica poświęcona Franciszce Cegielskiej

Franciszka Cegielska (ur. 2 sierpnia 1946 w Miluzie, zm. 22 października 2000 w Krakowie) – polska polityk, samorządowiec, prezydent Gdyni w latach 1990–1998, w 1999 minister zdrowia i opieki społecznej, minister zdrowia w latach 1999–2000, posłanka na Sejm III kadencji.

## Życiorys
W 1970 ukończyła studia na Wydziale Mechanicznym Politechniki Szczecińskiej, a w 1975 studia podyplomowe na Politechnice Gdańskiej. Do 1987 wykładała w Wyższej Szkole Morskiej w Gdyni.
W 1989 organizowała miejski Komitet Obywatelski „Solidarność”, obejmując jego przewodnictwo. W latach 1990–1998 była prezydentem Gdyni. Pełniła też obowiązki wiceprezesa Związku Miast Polskich. W wyborach w 1991 bezskutecznie kandydowała do Sejmu z listy Koalicji Republikańskiej. W 1997 została posłem na Sejm III kadencji z listy Akcji Wyborczej Solidarność. Rok później w wyborach samorządowych uzyskała najwięcej głosów w regionie i objęła funkcję przewodniczącej sejmiku pomorskiego. W 1999 została przewodniczącą Ruchu Stu, zastępując Czesława Bieleckiego. Jako członkini tej partii zasiadała w Zespole Parlamentarnym Porozumienia Polskich Chrześcijańskich Demokratów.
W rządzie Jerzego Buzka od 1999 do śmierci sprawowała urząd ministra zdrowia (od 26 marca 1999 jako minister zdrowia i opieki społecznej, od 19 października 1999 jako minister zdrowia).
W lutym 2000 rada miasta Gdyni przyznała jej Medal im. Eugeniusza Kwiatkowskiego. We wrześniu tego samego roku otrzymała Medal Honorowy Związku Miast Polskich. Zmarła na raka trzustki. Została pochowana w nowej alei zasłużonych na cmentarzu Witomińskim w Gdyni (kwatera 26/17/1a).
Pośmiertnie odznaczona Krzyżem Komandorskim Orderu Odrodzenia Polski (2009) oraz Odznaką Honorową za Zasługi dla Samorządu Terytorialnego (2015). Jej imieniem nazwano węzeł drogowy w centrum miasta, Szkołę Podstawową nr 47 oraz Gimnazjum nr 19 w Gdyni.